# 小行星8191
小行星8191（英語：8191 Mersenne）是一颗围绕太阳公转的小行星。1993年7月20日，艾瑞克·怀特·埃尔斯特在拉西拉天文台发现了此天体。
这颗小行星的绝对星等为109.8854337121986等。